# Different (canción de Ximena Sariñana)
«Different» es una canción en inglés de la cantautora mexicana Ximena Sariñana, lanzado de su segundo álbum de estudio, de su mismo nombre artístico (2011). Fue lanzado en el mes de julio del 2011 como el primer sencillo del álbum. Además está disponible en plataformas digitales hasta ahora.